# 北條時氏
北條時氏（日语：／ Hōjō Tokiuji，1203年—1230年7月29日）是日本鎌倉時代前期北條氏一門，鎌倉幕府第3任執權北條泰時的長子。雖然是嫡子，但是由於早死未能承襲執權一職。

## 生涯
建仁3年（1203年），時氏作為北條泰時（後來成為第3任執權）的長子出生。
承久3年（1221年）爆發的承久之亂中，時氏與父親泰時前往東海道，並且在5月21日率領18騎初次參軍。6月14日，時氏在朝廷軍頑強的抵抗下，加上幕府軍遭遇宇治川急流的情況下，仍然成功渡過宇治川立下戰功。
貞應3年（1224年）6月，時氏父親泰時獲任命為第3任執權而返回鎌倉，時氏則接替其北方六波羅探題的職務，前往京都赴任。
嘉祿3年（1227年）4月20日，時氏獲任命為修理亮，及後在安貞元年（1228年）成為若狹守護，將來很大機會成為第4任執權。
時氏在任六波羅探題期間，作為京都的治安管理者，成功解決承久之亂後治安不佳的亂況。另外，由於他本身是得宗家嫡子，因此他亦曾經擔任主導南北兩探題的執權探題。
寬喜2年（1230年）3月28日，時氏在任六波羅探題期間病倒而返回鎌倉。按《六波羅守護次第》記載，時氏是在前往鎌倉期間於宮路山（現愛知縣豐川市）病發。
時氏接受各種治療和祈福後情況未有好轉，最終於6月18日先於其父親死去，享年28歲，與3年前被暗殺的弟弟北条時実同日去世。翌日，下葬於大慈寺附近的山麓。
泰時對於身為其後繼者的時氏死去，感到悲傷，而且按《明月記》6月29條記載，當時在關東為了悼念時氏死去，數十人因而出家。後來，由時氏的長子北條經時接任成為第4任執權。

## 經歷
- 元仁元年（1224年）6月29日，就任幕府北方六波羅探題北方。
- 安貞元年（1227年）4月20日，獲任命為從五位下修理權亮。

### 註解
1. ↑  《六波羅守護次第》